# Coelonia astaroth
Coelonia astaroth är en fjärilsart som beskrevs av Jean Baptiste Boisduval 1875. Coelonia astaroth ingår i släktet Coelonia och familjen svärmare. Inga underarter finns listade i Catalogue of Life.